# Hypnose (Film)
Hypnose (schwedischer Originaltitel Hypnosen, internationaler englischsprachiger Titel The Hypnosis oder Hypnosis) ist eine Satire und Tragikomödie von Ernst De Geer. In dem Film beginnt eine Frau nach einer Hypnotherapie, die ihr eigentlich dabei helfen soll, mit dem Rauchen aufzuhören, alle Hemmungen zu verlieren und sich äußerst merkwürdig zu verhalten. Die Premiere des Films erfolgte Anfang Juli 2023 beim Internationalen Filmfestival Karlovy Vary. Der Kinostart in Deutschland erfolgte Ende Oktober 2024.

## Handlung
André und Vera sind sowohl Lebens- als auch Geschäftspartner und versuchen, eine Mobile App namens „Epione“ auf den Markt zu bringen, mit der Frauen in Entwicklungsländern ihre fruchtbaren Tage bestimmen können. Am Vorabend eines Pitchs für vielversprechende Start-ups bei  einer Konferenz namens „Shake Up“, bei dem sie die Aufmerksamkeit potenzieller Investoren auf sich und ihre App ziehen wollen, versucht Vera eine Hypnotherapie, die ihr dabei helfen soll, mit dem Rauchen aufzuhören. Diese bringt jedoch einen unerwarteten Nebeneffekt mit sich, da Vera beginnt, alle sozialen Hemmungen zu verlieren und sich äußerst merkwürdig zu verhalten. 
Sie erfindet einen Chihuahua, den nur sie sehen kann, und bestellt Unmengen von Milch in der Hotelbar, zahlt dafür aber nicht. Weil André befürchtet, sie könnte die anstehende Präsentation ruinieren, versucht er sie mit Schlaftabletten auszuknocken.

## Produktion

### Regie und Drehbuch
Hypnose ist das Spielfilmdebüt des Schweden Ernst De Geer. Er wurde in Stockholm geboren, ist Absolvent der Norwegischen Filmschule und wurde für Hypnose durch die Wild-Card-Förderinitiative des Schwedischen Filminstituts unterstützt. Die Idee für den Film entstand nach De Geers Angaben beim Lesen eines alten Donald-Duck-Cartoons, in dem die Figur ein Hypnotiseur-Set bestellt und anfängt, seinen Hund zu hypnotisieren. Er stellte sich die Frage, was passieren würde, wenn jemand, der ihm nahe steht, plötzlich anfängt, sich anders zu verhalten.

### Besetzung, Synchronisation und Dreharbeiten

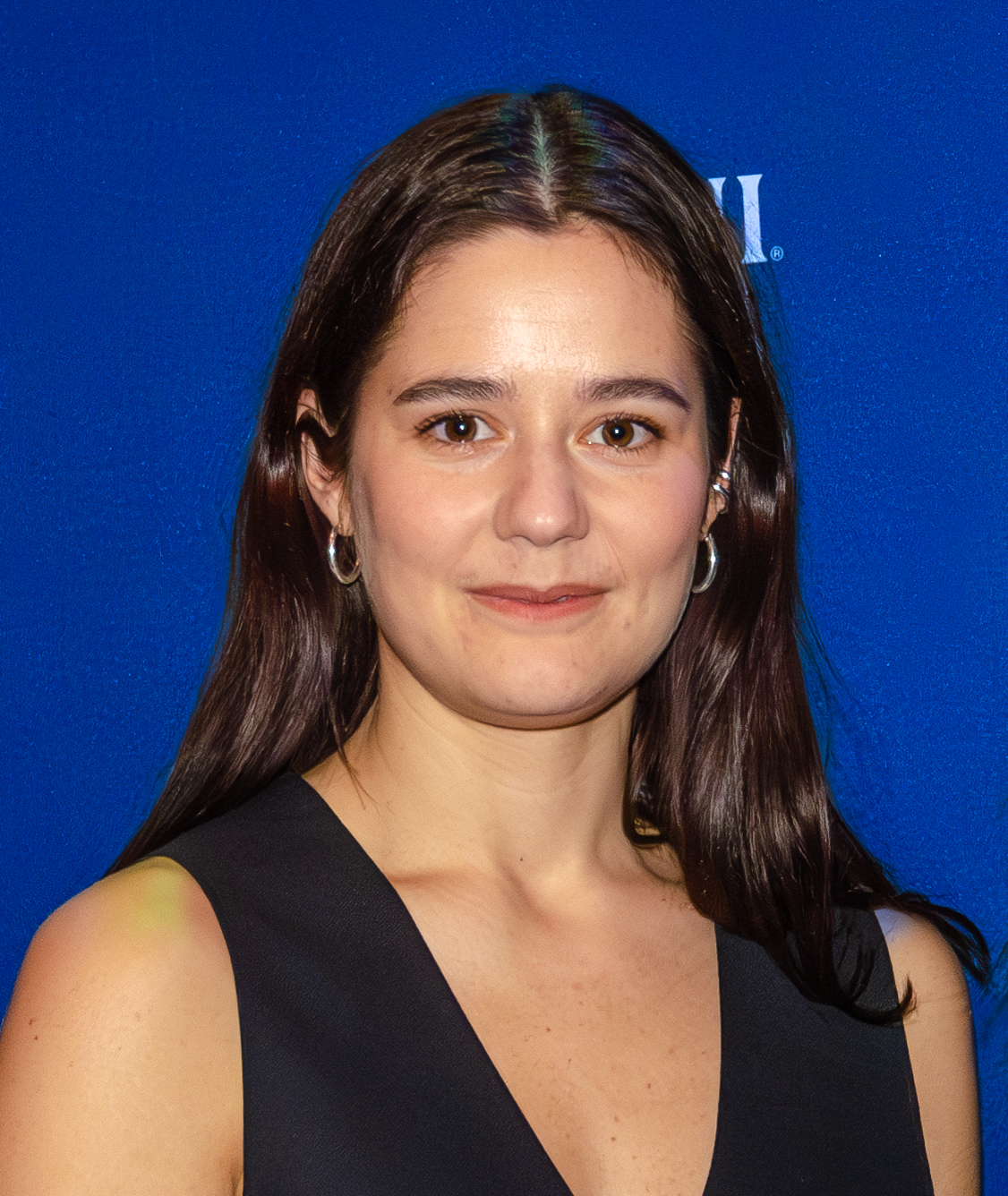
Asta Kamma August spielt in der Hauptrolle Vera

Der Norweger Herbert Nordrum und die Schwedin Asta Kamma August spielen in den Hauptrollen André und Vera. Karin de Frumerie spielt Veras Hypnotherapeutin, Andrea Edwards ihre Mentorin Lotte und David Fukamachi Regnfors den Workshop-Guru Julien.
Die deutsche Synchronisation entstand im Auftrag der HNYWOOD GmbH in Heilbronn.
Der Film wurde zu einem Großteil in einem Zimmer und dem Konferenzzentrum eines Hotels gedreht. Als Kameramann fungierte Jonathan Bjerstedt.

### Filmmusik, Marketing und Veröffentlichung
Die Filmmusik komponierte Peder Kjellsby, der 2012 für seine Arbeit für den Film Varg Veum – Den Tod vor Augen mit der Amanda ausgezeichnet wurde.
Die Premiere war am 4. Juli 2023 beim Internationalen Filmfestival Karlovy Vary, wo der Film im Hauptwettbewerb um den Kristallglobus konkurrierte. Kurz zuvor wurde der erste Trailer vorgestellt. Anfang Oktober 2023 wurde er beim Zurich Film Festival gezeigt und hiernach beim London Film Festival, beim Chicago International Film Festival und beim Rome Film Fest. Im November 2023 wurde er beim Tallinn Black Nights Film Festival und beim Wiesbadener Exground Filmfest vorgestellt. Ende Januar, Anfang Februar 2024 wurde er beim Göteborg Film Festival gezeigt. Am 21. März 2024 startet er in den Deutschschweizer Kinos. Im April 2024 wurde Hypnose beim Miami Film Festival vorgestellt. Anfang Mai 2024 wurde er bei Crossing Europe gezeigt. Im Juli 2024 wird er beim Galway Film Fleadh vorgestellt. Mitte September 2024 wird er bei der Filmkunstmesse Leipzig vorgestellt. Der Kinostart in Deutschland war am 24. Oktober 2024.

## Rezeption

### Kritiken
Von den bei Rotten Tomatoes aufgeführten Kritiken sind 95 Prozent positiv bei einer durchschnittlichen Bewertung mit 7,4 von möglichen 10 Punkten.
Frank Scheck von The Hollywood Reporter hebt in seiner Kritik das clevere Drehbuch von Ernst De Geer und Mads Stegger mit seinem besonderen Humor hervor. Asta Kamma August spiele die sonnige, sympathische Vera großartig und sorge dafür, dass man sich von Anfang bis Ende für diese Figur interessiere. Herbert Nordrum sei überzeugend in der Rolle von André, selbst wenn sich diese Figur oft fragwürdig verhalte und das Verständnis für ihn durch den Zuschauer auf die Probe stelle.
Marta Bałaga vom Online-Filmmagazin Cineuropa erklärt, was Hypnose trotz einiger ruhigerer Passagen interessant mache, sei, dass De Geer die Dinge nicht zu einfach macht. Umgekehrt fühle es sich an, als würde er sich ein wenig zurückhalten, hätte er doch noch weiter gehen können, enthalte er dem Zuschauer so etwas wie die Affenmensch-Szene von The Square vor.
Jessica Kiang von Variety erkennt in manchen Szenen deutliche Nuancen von Maren Ades Film Toni Erdmann, da es auch in Hypnose um eine Figur gehe, deren rücksichtslose Missachtung gesellschaftlicher Normen bei dem Menschen, der sie liebt, großen Stress auslöst. Vera tue dies nicht alles zum Wohle von André, sondern es handele sich vielmehr um eine egoistische Entdeckungsreise. Der Film gehe auch auf ein Dilemma in vielen Beziehungen in der heutigen Zeit ein, in der die von Partnern unterstützte Selbstoffenbarung und -verwirklichung auch eine Kehrseite hat, besonders dann, wenn sich herausstellt, dass der Partner ein ziemliches Arschloch sein kann.

### Auszeichnungen
Bordeaux International Independent Film Festival 2023
- Nominierung im Internationalen Spielfilmwettbewerb[21]

Chicago International Film Festival 2023
- Nominierung im New Directors Competition[10]

Crossing Europe 2024
- Auszeichnung mit dem Publikumspreis im Competition Fiction
- Nominierung im Competition Fiction[22][23]

Göteborg Film Festival 2024
- Nominierung im Nordischen Wettbewerb[24]

Guldbagge 2025
- Auszeichnung für die Beste Hauptrolle (Herbert Nordrum)
- Auszeichnung als Bester Nebendarsteller (David Fukamachi Regnfors)
- Auszeichnung für das Beste Drehbuch (Ernst De Geer und Mads Stegger)[25]

Internationales Filmfestival Karlovy Vary 2023
- Nominierung für den Kristallglobus
- Auszeichnung als Bester Schauspieler (Herbert Nordrum)
- Auszeichnung mit dem FIPRESCI-Preis
- Auszeichnung mit dem Europa Cinemas Label Award[2][26]

Les Arcs Film Festival 2023
- Auszeichnung mit dem Prix des cinglés du cinéma[27]

Miami Film Festival 2024
- Nominierung für den Jordan Ressler First Feature Award[15]

Rome Film Fest 2023
- Nominierung im Progressive Cinema Competition
- Auszeichnung als Bester Schauspieler mit dem  “Vittorio Gassman” Prize (Herbert Nordrum)
- Lobende Erwähnung beim Preis für die Beste Filmkomödie (Sta Kamma August und Herbert Nordrum)[11][28]

Zagreb Film Festival 2024
- Nominierung im Hauptwettbewerb[29]

Zurich Film Festival 2023
- Nominierung im Spielfilm Wettbewerb[30]